# 北京印钞

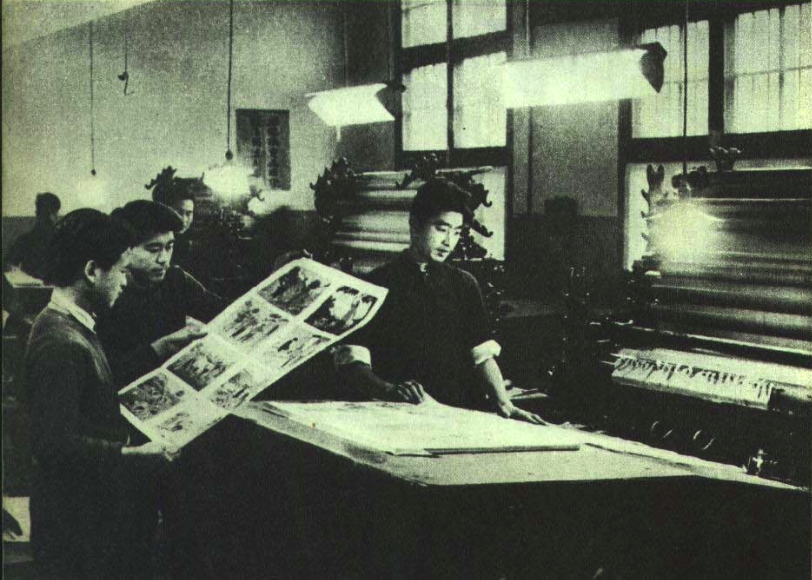
1953年的北京人民印刷厂

北京印钞有限公司是中国印钞造币总公司的下属企业，位于北京市西城区白纸坊街23号。

## 历史
清光绪三十四年（1908年），度支部创建度支部印刷局，是中国历史上首家采用“雕刻钢版凹印”工艺印制纸币的官办印钞企业，是中国最早印制邮票的企业。光绪三十三年（1907年）上半年，旨准筹建度支部印刷局；同年冬，度支部派员到美国考察印刷局建筑、采购机器、延聘技师。度支部印刷局在清朝工部火药局旧址上兴建，在规模和式样上完全仿照“美京国立印刷局”之成规建设，由美国米拉奔公司设计并绘图，日商华胜公司承包土木工程建设，美国老旗昌洋行承揽该局机器设备。该局设总办、帮办（包括事务所、工务所）。事务所下设5科：书记科、庶务科、存储科、会计科、守卫科；工务所下设5科：制版科、印刷科、制色科、完成科、机器科。全局员司大约40人。该局还花重金礼聘美国雕刻技师海趣、手工雕刻技师格兰特、机器雕刻技师基理弗爱、花纹机器雕刻技师狄克生、过版技师司脱克5人。该局从美国引进了万能雕刻机、凹印机全套设备，以及石印机、圆盘印码机、照相机等设备，还有工业锅炉、发电机等动力设备。1909年冬，该局招收艺徒和工匠，进行技术培训。宣统三年三月一日（1911年），度支部印刷局首次印制出了钢版凹印钞票“大清银行兑换券”，这是中国采用钢版凹印设备印制钞票的开始。此后，该日被定为印刷局印刷纪念日。辛亥革命爆发后，大清银行兑换券未发行便休印。
1912年中华民国成立后，度支部印刷局改称财政部印刷局，隶属北京政府财政部。1914年6月至7月，该局工人在格兰特技师的指导下，自制了首套钢凹版钞票“殖边银行兑换券”，这套钞票分为一元、五元、十元3种，该套票版是中国雕刻钢版凹版技术人员的首套作品；同年秋，该局的主工房大楼完工。1915年，全局建筑基本建成，员工共1,800人，除了为本地各银行印制钞券之外，还为山西、陕西、四川、云南、新疆、东三省等地银行印制各类有价证券。其间，财政部的部分制品在1915年农贸部国货展览会上获奖，财政部乃选择部分制品参加国际巴拿马物品赛会，其中雕刻钢凹版制品获得了巴拿马奖状。
1928年6月，该局改称财政部北平印刷局，隶属国民政府财政部。抗日战争时期，该局一度改为中华民国临时政府行政委员会印刷局，后改为华北政务委员会印刷局。1945年11月，抗日战争胜利后，国民政府接收了该局，改组为中央印制厂北平厂。
1949年2月，中央印制厂北平厂被中国人民解放军北平市军事管制委员会接收，2月2日印出首批伍圆面额的新版人民币，成为北平和平解放后最快恢复生产的被接收的工厂；同月初，华北人民政府主席董必武来该厂视察，为该厂更名为中国人民印刷厂。1950年3月，经中国人民银行批准，该厂更名为北京人民印刷厂。1950年代起，对外另用“中国近代印刷公司”之名。1955年1月1日，启用“国营五四一厂”厂名。1958年6月30日，中国人民银行批准自当年7月1日起该厂启用第二厂名“北京人民印刷厂”，第一厂名“国营五四一厂”作为保密厂名。1988年7月1日，启用“北京印钞厂”为第二厂名；同时，以“国营五四一厂”为第一厂名，“北京人民印刷厂”为第三厂名。1993年，更名为北京印钞厂。2008年3月12日，作为印钞造币行业现代企业制度改革试点单位，北京印钞厂更名为“北京印钞有限公司”，并成立北京印钞有限公司董事会。

## 产品
中华人民共和国成立后，在中国人民银行、中国印钞造币总公司领导下，该公司先后参与第一套至第五套人民币和中国银行港元、澳门元的设计及印制工作，并且为十余个国家和地区印制过货币，还设计并印制了首张塑料人民币——迎接新世纪纪念钞，印制了第29届奥运会人民币纪念钞、澳门元纪念钞。